# Columnas de Duilio

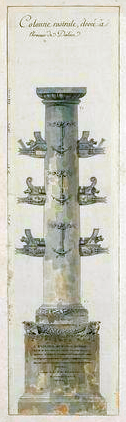
Dibujo de la columna de Cayo Duilio del Comitium, Pierre Adrien Pâris,.

Las columnas rostrales de Cayo Duilio (en latín: Columnae Rostratae C. Duilii) son dos columnas rostrales erigidas junto al Circus Maximus y sobre el Foro Romano por Cayo Duilio Nepote para celebrar la victoria naval en Milas en 260 a. C. entonces la primera batalla naval que opuso a los romanos y los cartagineses.

## Ubicación
La primera columna se erigió ante circum a parte ianuarium, que entonces podía corresponderse con un espacio en el exterior de las carceres del Circus Maximus. La segunda columna, más conocida, se colocó en los Rostra republicanos o en sus proximidades, sobre el Comitium. Más tarde fue desplazada a la explanada del Foro·.

## Descripción
La columna del Comitium sobrevive aún en parte: la inscripción dedicatoria que parece haber sido restaurada hacia el año 150 a. C. luego durante la primera mitad del siglo I y que estaba fijada a la base de la columna fue recuperada parcialmente en 1565 y hasta este día se conserva en los Museos Capitolinos. Se trata, quizás, de uno de los vestigios más antiguos de la lengua latina pero siempre según otra hipótesis, esta inscripción no dataría más que del reinado de Claudio, emperador aficionado a las antigüedades, que habría querido dar a la inscripción una apariencia arcaica.

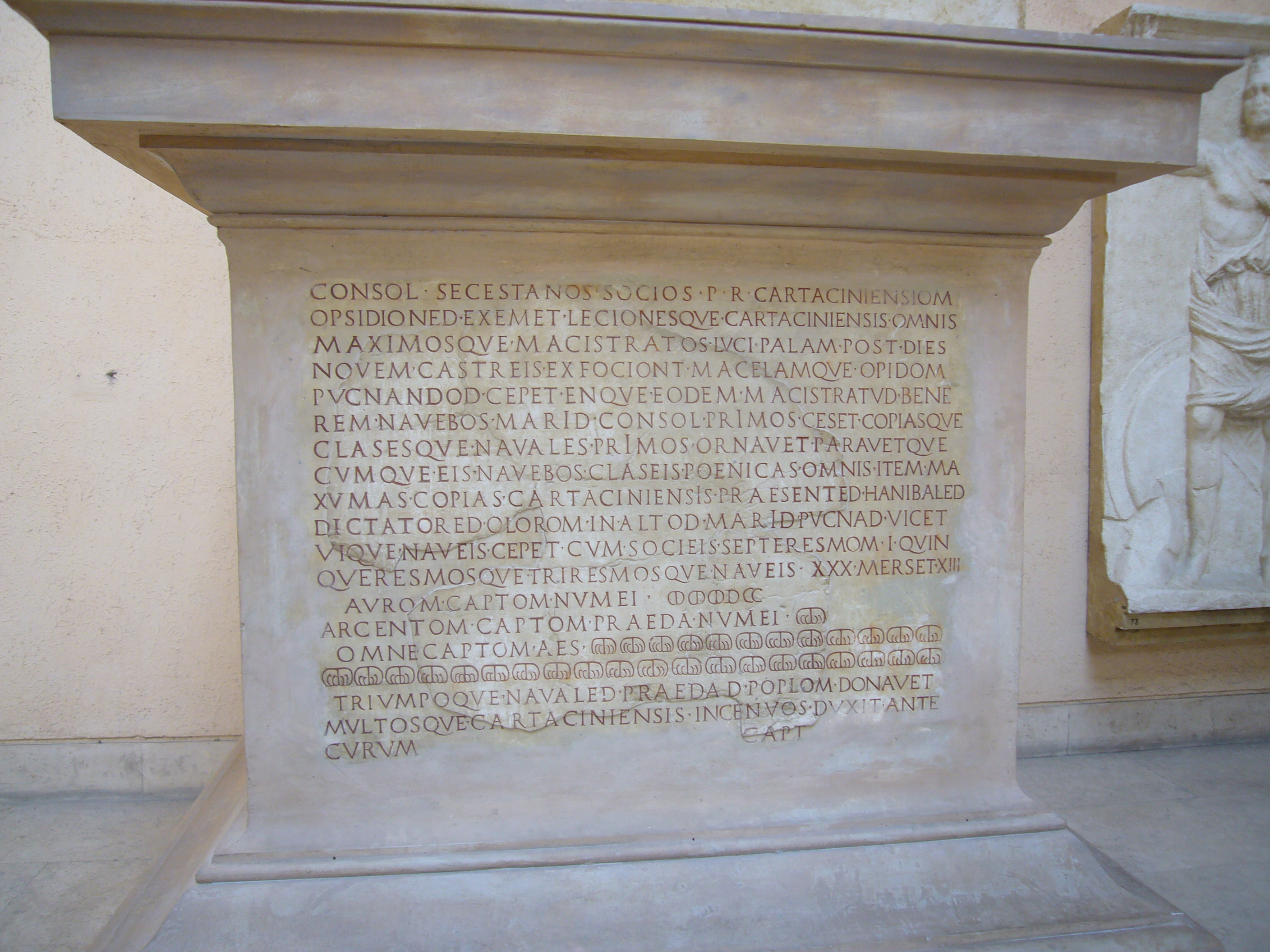
Reproducción de la inscripción dedicatoria, Museo de la civilización romana.